# Cenzor
Pentru omisiune și taină, vezi cenzură.
Un dispozitiv detectare este numit senzor.
Un cenzor era un înalt magistrat (ales ofițer politic) al Republicii Romane și Principatului. Din prisma faptului că sarcina lor originară era de a păzi moralitatea vieții publice, în principal de standardele religiei statale pagâne (până la transformarea imperială către Creștinism) și pedepsirea celor care încălcau legea, ei au fost numiți și castigator(e)s.
Doi cenzori erau de obicei aleși de către Adunarea centuriată la fiecare cinci ani pe un mandat de 18 luni. Acest oficiu nu a urmat cusurul roman obișnuit de mandate pe un termen de un an, deși urma principiul colegialității fiind doi cenzori care serveau împreună. Acest oficiu nu deținea imperium și, din această cauză, cenzorii nu erau escortați de lictori. Însă a fi ales cenzor reprezenta o mare onoare. Dacă unul dintre ei murea, celălalt era obligat să demisioneze din funcția sa..
Oficiul de cenzor a fost primul creat în 443 î.Hr. și, precum majoritatea celorlalte, era doar deschis patricienilor. Influența progresivă a plebeilor în societatea romană a permis primului non-patrician să fie ales în 351 î.Hr.. În timpul dictaturii șui Lucius Cornelius Sulla oficiul a fost abolit, dar reinstaurat în 70 î.Hr..
Cenzorii făceau un census în mod regulat a poporului roman, iar apoi repartiza cetățenii în clasele de vot pe baza venitului și afiliației tribale. 'Triburile' din statul roman nu erau etnice, ci desemnate de către cenzori—numai descendenții familiilor vechi se considerau legați de tribul lor prin sânge. De asemenea, cenzorii înrolau noii cetățeni în triburi și clase votante—sclavii ce erau eliberați de la ultimul recensământ primeau automat cetățenie.
Cenzorii erau, de asemenea, în fruntea administrării membrilor Senatului, adăugând la fiecare cinci ani noi senatori aleși în oficiile în care era necesar. Cenzorii puteau și înlătura membrii nevrednici din Senat. După reformele lui Sulla din 81 î.Hr., noii senatori au fost înrolați automat, reducând cu mult influența cenzorilor asupra participării în Senat. Cenzorii erau responsabili și pentru construirea clăridilor publice.

## Articole corelate
- Cursus honorum
- Listă de articole legate de Roma antică
- Listă de cenzori
- Instituții politice ale Romei
- Republica Romană